# Tauró tigre
El tauró tigre (Galeocerdo cuvier) és una espècie de tauró carcariniforme que pertany a la família Carcharhinidae. Es tracta d'un dels taurons més grossos, és l'únic representant del gènere Galeocerdo.
Els taurons madurs mesuren entre 3,25 i 4,25 metres i pesen entre 385 i 635 kg. Es troba en moltes regions temperades i tropicals dels oceans, i és especialment comú al voltant de les illes del Pacífic central. Aquest tauró és un caçador solitari, caçant normalment de nit. El nom d'aquest animal fa referència a les ratlles fosques que presenten els taurons madurs en el seu cos. Els taurons tigre només tenen un depredador natural registrat, l'orca. Es considera una espècie gairebé amenaçada a causa de la aleta i la pesca dels humans.
El tauró tigre és el segon després del gran blanc en atacs mortals registrats contra humans, però aquests esdeveniments encara són extremadament rars.

## Morfologia

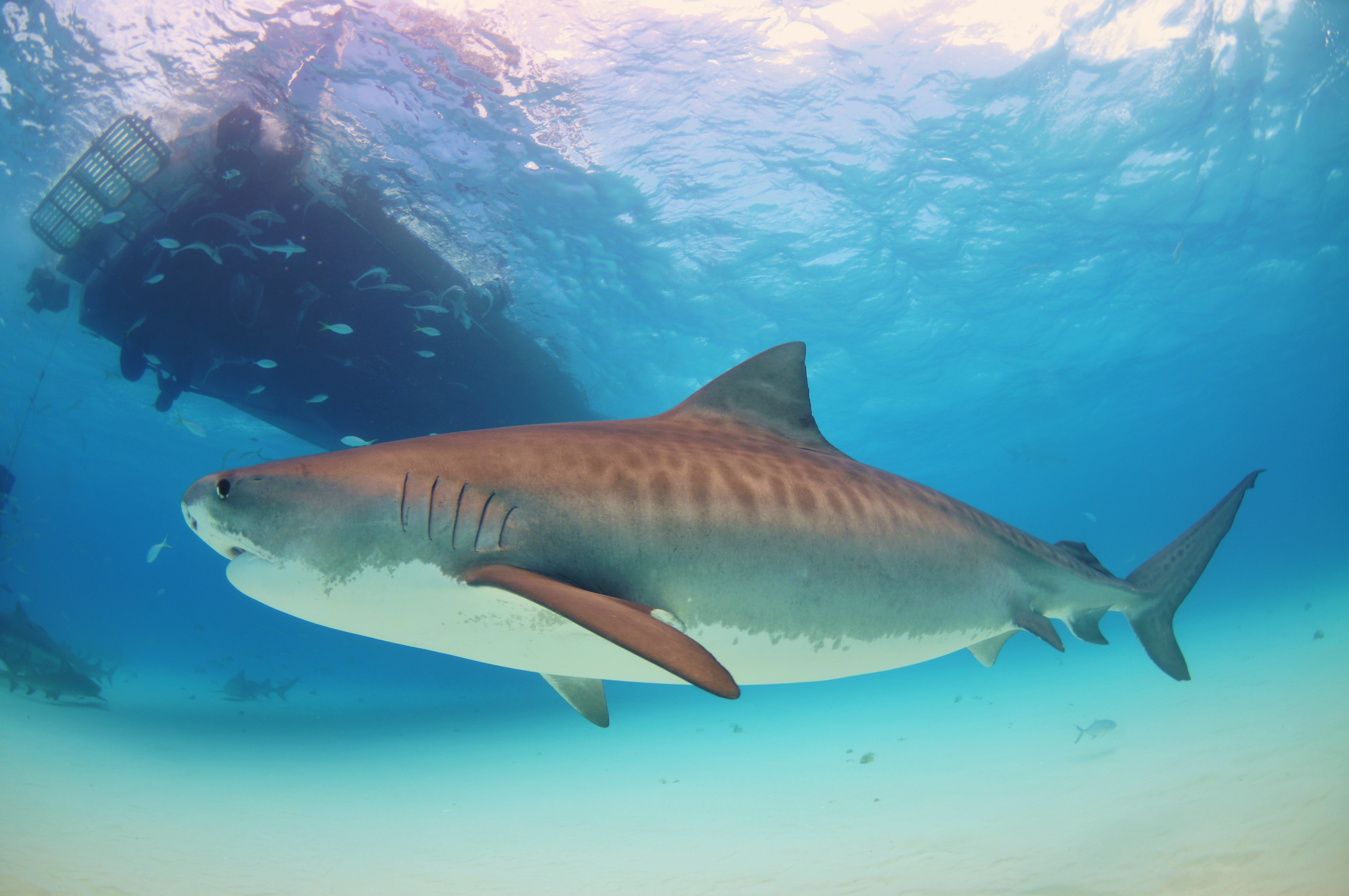
Tauró tigre

L'apel·latiu de "tigre" es deu al fet que, com el gran felí asiàtic, aquest tauró presenta una sèrie de ratlles fosques transversals al dors i als costats que tendeixen a difuminar-se amb l'edat. La resta del cos és gris o blau-verdós clar, sent substituït pel blanc a la cara i a la zona ventral. El morro és camús i el cap, bastant aixafat, presenta una forma gairebé rectangular, on destaca un boca parabòlica de grans dimensions que es troba envoltada per uns plecs labials molt desenvolupats. Els ulls són grans i circulars, i els orificis nasals allargats i molt avançats, disposats gairebé en posició frontal. Les dents són grans, afilades i molt ganxudes, proveïts de vores fortament serrades, excepte en la part interna de la punta. Aquesta peculiar morfologia els fa perfectament capaços de trencar ossos de grans animals i closques de tortugues marines. En cas de perdre alguna de les dents durant l'atac, una altra creix per ocupar el seu lloc.
El cos és bastant corpulent, però s'aprima de forma acusada segons s'apropa a l'aleta caudal. El pes màxim comprovat ha estat de 1.524 kg, corresponent a un exemplar capturat a Nova Gal·les del Sud, Austràlia, el 1954, que mesurava 5,5 m. La major longitud sembla correspondre a un exemplar de 7,3 m, encara que hi ha cites sobre un espècimen capturat de 9 metres de longitud, la veracitat no ha pogut ser demostrada. L'aleta dorsal, llarga i punxeguda, està molt desenvolupada, les aletes davanteres són amples i en forma de falç, i la caudal presenta un lòbul superior més gran que l'inferior. Les altres quatre aletes posteriors (una dorsal i tres ventrals) són bastant petites. L'aleta anal té forma aparent de quilla.

## Alimentació
El tauró tigre és un depredador solitari i predominantment nocturn, que ataca a tota mena de preses: des de peixos ossis i calamars a ratlles i altres taurons, passant per gastròpodes, crustacis, serps marines, tortugues marines, aus i mamífers marins (marsopes, dofins, cetacis, etc.).

## Reproducció
Com molts dels grans taurons, l'espècie és ovovivípara, podent néixer entre 30 i 50 cries (màxima comprovada de 82) de 60-75 centímetres per part. El creixement és lent i la maduresa no arriba fins als 4-6 anys, quan els mascles arriben als 2,20 metres i les femelles als 2,60 metres. L'exemplar més vell conegut tenia 50 anys.

## Distribució

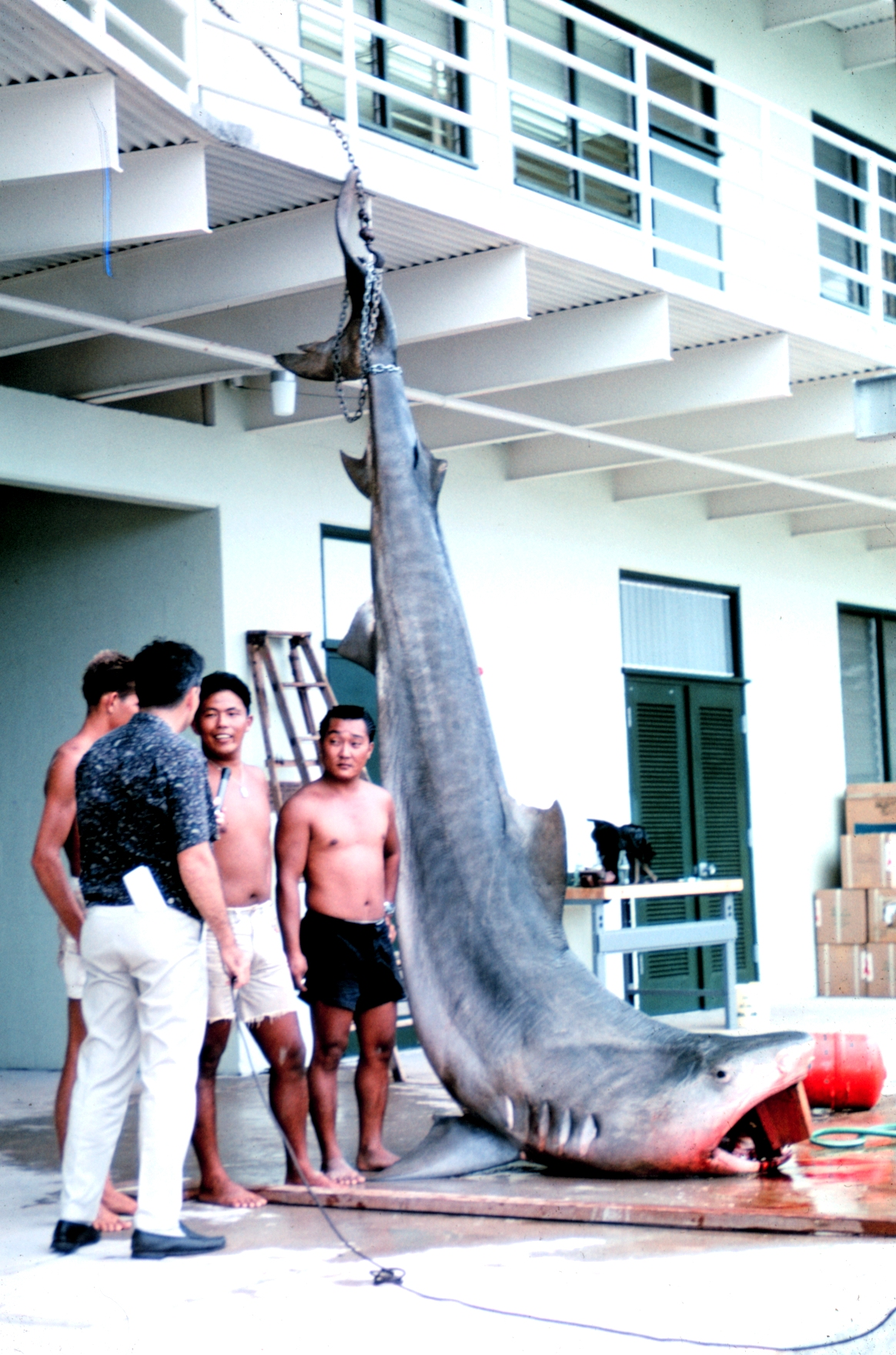
Tauró tigre pescat a Hawaii.

L'espècie es troba principalment en aigües tropicals i subtropicals d'Oceania i del sud-est Asiàtic, arribant pel nord al Japó i pel sud fins a Nova Zelanda. Habita també en aigües costaneres de tot l'oceà Índic, el Golf Pèrsic i el Mar Roig. A Amèrica se'l troba a la costa del Pacífic des del sud de Califòrnia al nord de Xile (incloses diverses illes com les Revillagigedo i les Galápagos), i a l'Atlàntic, des del Riu de la Plata fins a Nova Anglaterra, sent particularment abundant en el Mar Carib i el Golf de Mèxic. A l'Àfrica és present en el golf de Guinea, des d'on s'estén vorejant la costa nord-oest del continent fins a arribar al Marroc i a les Canàries. Encara que absent de la Mediterrània, hi ha una població minsa en el Golf de Cadis i en àrees circumdants que ocasionalment s'endinsa en l'Estret de Gibraltar. Molt més estranya és la presència d'una població al sud d'Islàndia, sent la que està situada més al nord i que viu en aigües més fredes. S'han registrat albiraments (sense confirmar) a Irlanda, Gal·les i Cornualla.
L'espècie no es considera amenaçada. En diferents parts del món es captura per esport, consum i obtenció d'alguns productes com oli de fetge, aletes per a l'obtenció de sopa i cuir. També pot criar-se en aquaris públics, en els quals demostra generalment una gran permissivitat davant la presència humana dins l'aigua.

## Curiositats
Es calcula que entre 200 i 400 membres de la tripulació del USS Indianapolis van ser devorats per un nombre similar de taurons oceànics de puntes blanques després que el vaixell fos enfonsat per l'I-58, un submarí japonès, el 1945. El rescat dels supervivents (317 dels 1.197 que anaven originalment a bord) va trigar cinc dies a produir-se. El mite culpa erròniament als taurons tigres o als grans blancs d'aquesta matança.